# Never Cry Another Tear
Never Cry Another Tear é o álbum de estreia da banda britânica de rock alternativo Bad Lieutenant, lançado em outubro de 2009. Teve participação do baixista do Blur, Alex James, e do companheiro de Bernard no New Order, o baterista Stephen Morris.

## Faixas
Todas as letras escritas por Bernard Sumner, Phil Cunningham, Jake Evans, exceto onde indicado. 
| N.º | Título                 | Compositor                                                               | Duração |  |
| 1.  | "Sink or Swim"         |                                                                          | 4:10    |  |
| 2.  | "Twist of Fate"        | Bernard Sumner, Phil Cunningham, Jake Evans, Matt Evans                  | 4:10    |  |
| 3.  | "Summer Days"          |                                                                          | 5:05    |  |
| 4.  | "This is Home"         |                                                                          | 4:39    |  |
| 5.  | "Running Out of Luck"  | Bernard Sumner, Phil Cunningham, Jake Evans, Stephen Morris, Tom Chapman | 5:02    |  |
| 6.  | "Dynamo"               |                                                                          | 4:23    |  |
| 7.  | "Poisonous Intent"     |                                                                          | 4:41    |  |
| 8.  | "These Changes"        |                                                                          | 4:32    |  |
| 9.  | "Walk on Silver Water" | Bernard Sumner, Phil Cunningham, Jake Evans, Alex James                  | 4:59    |  |
| 10. | "Shine Like the Sun"   | Bernard Sumner, Phil Cunningham, Jake Evans, Alex James                  | 4:17    |  |
| 11. | "Runaway"              | Bernard Sumner, Phil Cunningham, Jake Evans, Stephen Morris              | 4:17    |  |
| 12. | "Head Into Tomorrow"   |                                                                          | 4:27    |  |